# Jean Paul Marie Anne Latyl
Jean Paul Marie Anne Latyl est un prêtre, curé rouge et homme politique français né le 15 août 1747 à Marseille et mort guillotiné le 23 juillet 1794 à Paris.

## Biographie
Oratorien, supérieur du collège de l'Oratoire à Nantes au moment de la Révolution, il est élu, aux élections complémentaires du clergé de Nantes motivées par le refus de siéger de deux suppléants, député aux États généraux de 1789, par le clergé de la sénéchaussée de Nantes et Guérande, et admis à siéger, le 19 novembre suivant, en remplacement de l'abbé Chevallier, démissionnaire.
L'un des premiers à prêter le serment à la constitution civile du clergé (27 décembre 1790), il est élu curé constitutionnel de Saint-Clément à Nantes (20 février 1791), mais refuse ce poste et se fait élire, à Paris, curé de Saint-Thomas d'Aquin.
Arrêté comme suspect et enfermé dans la prison des Carmes le 4 pluviôse an II (23 janvier 1794), il comparut devant le tribunal révolutionnaire le 5 thermidor (23 juillet) suivant.
L'acte d'accusation porte : Latyl (Jean-Paul-Marie-Anne), 47 ans, né à Marseille, ex-curé constitutionnel de Thomas d'Aquin, ex-oratorien, ex-constituant, demeurant à Paris rue Dominique-Germain.
Il est accusé d'avoir pris part à la conspiration des prisons, condamné à mort et exécuté, quatre jours avant la chute de Robespierre.

## Sources
- Dictionnaire des parlementaires français de 1789 à 1889 (Adolphe Robert et Gaston Cougny)